# 12 Heures de Sebring 1979
Navigation
Édition précédente Édition suivante
Les 12 Heures de Sebring 1979 sont la 27e édition de l'épreuve et la 2e manche du championnat IMSA GT 1979. Elles ont été remportées le 18 mars 1979 par la Porsche 935 no 9 pilotée par Bob Akin, Rob McFarlin (de) et Roy Woods.

## Circuit

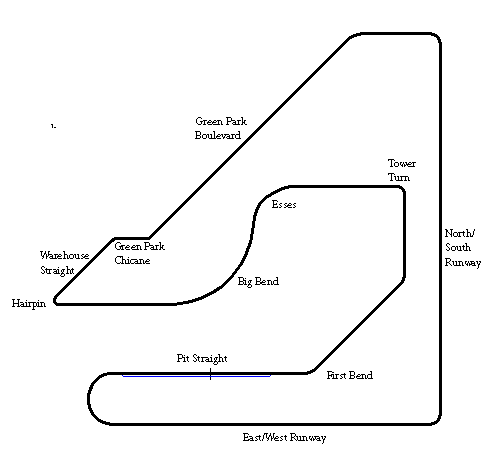
Le Sebring International Raceway, cadre des 12 Heures de Sebring 1979.

Les 12 Heures de Sebring 1979 se déroulent sur le Sebring International Raceway situé en Floride. Il est composé de deux longues lignes droites, séparées par des courbes rapides ainsi que quelques chicanes. Le tracé actuel diffère de celui de l'époque. Ce tracé a un grand passé historique car il est utilisé pour des courses automobiles depuis 1950. Ce circuit est célèbre car il a accueilli la Formule 1.

## Résultats
Voici le classement au terme de la course.
- Les vainqueurs de chaque catégorie sont signalés par un fond jauni.

| 1             | GTX | 9  | Dick Barbour Racing            | Bob Akin Rob McFarlin Roy Woods                                 | Porsche 935         | 239 |
| 2             | GTX | 5  | Busch Beer Racing              | Charles Mendez (de) Brian Redman Paul Miller (de)               | Porsche 935         | 228 |
| 3             | GTX | 3  | Dick Barbour Racing            | Bob Garretson Gary Belcher Bob Bondurant                        | Porsche 935         | 235 |
| 4             | GTX | 6  | Dick Barbour Racing            | Rolf Stommelen Dick Barbour Rick Mears                          | Porsche 935/77A     | 234 |
| 5             | GTO | 38 | Boricua Racing                 | Bonky Fernandez Tato Ferrer Chiqui Soldevilla                   | Porsche Carrera RSR | 233 |
| 6             | GTX | 13 | Hal Shaw Racing                | Hal Shaw Norm Ridgely                                           | Porsche 935         | 231 |
| 7             | GTO | 69 | Bytzek Automotive              | Horst Kroll Rudy Bartling                                       | Porsche Carrera RSR | 230 |
| 8             | GTO | 54 | Montura Ranch Estates          | Tony Garcia Juan Montalvo Alberto Vadia                         | Porsche Carrera RSR | 229 |
| 9             | GTO | 98 | Van Every Racing               | Lance Van Every Ash Tisdelle                                    | Porsche Carrera RSR | 226 |
| 10            | GTO | 37 | Botero Racing Team             | Honorato Espinosa Francisco Lopez Jorge Cortes                  | Porsche Carrera     | 219 |
| 11            | GTU | 60 | E. J. Pruitt & Sons            | Rusty Bond Ren Tilton                                           | Porsche 911         | 219 |
| 12            | GTU | 39 | Barrick Motor Racing           | Jim Trueman John Higgins Chip Mead                              | Porsche 911         | 215 |
| 13            | GTX | 77 | Roger Mandeville               | Roger Mandeville Amos Johnson Jim Downing                       | Mazda RX-7          | 213 |
| 14            | GTO | 07 | Morrison's                     | Dave Cowart Kenper Miller David McClain                         | Porsche Carrera     | 205 |
| 15            | GTO | 89 | Hector Huerta                  | Francisco Romero Ernesto Soto                                   | Porsche Carrera     | 201 |
| 16            | GTU | 33 | Peter Welter                   | Peter Welter Richard Aten Jack Refenning                        | Porsche 911         | 198 |
| 17            | GTO | 2  | Thunderbird Swap-Shop          | Bonnie Henn Lyn St. James Janet Guthrie                         | Ferrari 365 GTB/4   | 194 |
| 18            | GTX | 70 | Walt Bohren Racing             | Walt Bohren James Besmer                                        | Mazda RX-7          | 193 |
| 19            | GTO | 91 | Framm Promotions               | Roger Schramm Werner Frank                                      | Porsche Carrera RSR | 192 |
| 20            | GTU | 51 | Personalized Porsche           | Robert Kirby Wayne Baker Tom Winters                            | Porsche 914/4       | 188 |
| 21            | GTU | 08 | Moran Construction             | Terry Wolters Bob Buchler Nort Northam                          | Porsche 911         | 182 |
| 22            | GTU | 62 | Koll Motor Sports              | Bill Koll Jim Cook Dennis Aase                                  | Porsche 914/6       | 182 |
| 23            | GTU | 93 | Rochas Porsche                 | David Deacon Reagan Riley Hank Franczak                         | Porsche 914/6       | 179 |
| 24            | GTO | 52 | Ours & Hours Racing            | Jack Swanson Dick Gauthier                                      | Chevrolet Camaro    | 158 |
| 25            | GTU | 01 | Roehrig Racing                 | Dave White Robert Overby                                        | Porsche 911         | 147 |
| 26            | GTU | 44 | SUD Porsche Racing             | George Van Arsdale Kent Murry                                   | Porsche 911         | 131 |
| 27            | GTU | 02 | Roehrig Racing                 | Dana Roehrig Kurt Roehrig                                       | Porsche 911         | 128 |
| 28            | GTX | 53 | Guy Thomas                     | Guy Thomas Milton Moise Tom Nehl                                | Chevrolet Camaro    | 122 |
| 29            | GTX | 43 | Meldeau Tire Stores            | Bill McDill Tom Frank                                           | Chevrolet Camaro    | 118 |
| Abandons      |     |    |                                |                                                                 |                     |     |
| 30            | GTX | 18 | JLP Racing                     | John Paul Al Holbert                                            | Porsche 935 JLP-1   | 176 |
| 31            | GTX | 09 | Thunderbird Swap-Shop          | Hurley Haywood Preston Henn Peter Gregg                         | Porsche 935/77A     | 157 |
| 32            | GTO | 66 | Sunset Racing                  | Jeff Loving Richard Small Ralph Noseda                          | Chevrolet Camaro    | 148 |
| 33            | GTO | 46 | Mauricio de Narváez            | Mauricio de Narváez Albert Naon                                 | Porsche Carrera RSR | 147 |
| 34            | GTO | 12 | Ford Smith Racing              | Ford Smith Jimmy Tumbleston Neil Potter                         | Chevrolet Camaro    | 139 |
| 35            | GTU | 71 | Bruce Jennings                 | Bruce Jennings Bob Beasley                                      | Porsche 911         | 136 |
| 36            | GTX | 00 | Interscope Racing              | Ted Field Danny Ongais                                          | Porsche 935/77A     | 120 |
| 37            | GTO | 81 | Jones Ind. Racing              | Steve Faul Herb Jones Fred Lang                                 | Chevrolet Corvette  | 116 |
| 38            | GTO | 29 | Stratagraph                    | Billy Hagan Hoyt Overbagh Ron Reed                              | Chevrolet Monza     | 115 |
| 39            | GTU | 50 | R & H Racing                   | Rainer Brezinka Gary Hirsch Fritz Hochreuter                    | Porsche 911         | 109 |
| 40            | GTU | 75 | Mike Ramirez                   | Mike Ramirez Manuel Villa Luis Gordillo                         | Porsche 911         | 108 |
| 41            | GTU | 36 | Case Racing                    | Ron Case Dave Panaccione                                        | Porsche 911         | 106 |
| 42            | GTX | 94 | Whittington Bros. Racing       | Bill Whittington Don Whittington                                | Porsche 935/79      | 104 |
| 43            | GTU | 72 | Bill Scott Racing-Z&W          | Bill Scott Pierre Honegger                                      | Porsche 911         | 99  |
| 44            | GTO | 92 | Whittington Bros. Racing       | Dale Whittington (en) Don Whittington Milt Minter               | Porsche 934         | 94  |
| 45            | GTU | 88 | Day Enterprise Racing          | Dave Yerger Dario Orlando Del Russo Taylor                      | Alfa Romeo GTV      | 90  |
| 46            | GTU | 85 | John Hulen                     | John Hulen Ron Coupland Bob Speakman                            | Porsche 914/6       | 82  |
| 47            | GTO | 56 | Peerless Racing                | Craig Carter Murray Edwards Richard Valentine                   | Chevrolet Camaro    | 81  |
| 48            | GTX | 23 | Kemp Motoracing                | Charlie Kemp Kees Nierop Carson Baird                           | Ford Cobra II       | 80  |
| 49            | GTU | 27 | Miami Auto Racing              | Ray Mummery Tom Sheehy Luis Sereix                              | Porsche 911S        | 80  |
| 50            | GTX | 97 | Ricardo Londoño                | Ricardo Londoño George Garces John Gunn                         | Porsche 935         | 77  |
| 51            | GTU | 8  | Automobiles International      | Anatoly Arutunoff José Marina Danny Sullivan                    | Lancia Stratos      | 75  |
| 52            | GTU | 34 | Drolsom Racing                 | George Drolsom Mark Greb John Maffucci                          | Porsche 911         | 75  |
| 53            | GTO | 03 | Motorcito Racing               | Tico Almeida Rene Rodriguez Pepe Romero                         | Chevrolet Corvette  | 73  |
| 54            | GTU | 31 | Hiram Cruz                     | Hiram Cruz Juan Lopez Mandy Gonzalez                            | Porsche 911         | 66  |
| 55            | GTO | 58 | Diego Febles Racing            | Diego Febles Phil Currin                                        | Porsche Carrera     | 65  |
| 56            | GTU | 79 | Sports Ltd. Racing             | Bob Bergstrom Brad Frisselle                                    | Mazda RX-7          | 64  |
| 57            | GTO | 04 | Rick Thompkins                 | Rick Thompkins Dave Heinz                                       | Chevrolet Corvette  | 61  |
| 58            | GTO | 95 | Ozone Industries               | Stephen Bond Philip Dann                                        | Chevrolet Monza     | 49  |
| 59            | GTO | 22 | Oftedahl Racing                | Peter Kirill Gerry Wellik Carl Shafer                           | Chevrolet Camaro    | 37  |
| 60            | GTU | 25 | Metal Craft Racing             | Bob Zulkowski Gerard Raney                                      | Porsche 914/6       | 34  |
| 61            | GTX | 17 | Kenneth LaGrow                 | Kenneth LaGrow William Boyer                                    | Chevrolet Camaro    | 29  |
| 62            | GTU | 16 | Overstreet Racing Ent.         | Darrel Overstreet Dwight Mitchell                               | Porsche 914/6       | 25  |
| 63            | GTX | 28 | Desperado Racing               | Clif Kearns Giampiero Moretti                                   | Porsche 935         | 22  |
| 64            | GTU | 61 | Bill Bean                      | Bill Bean Al Cosentino Tom Ashby                                | Mazda RX-3          | 19  |
| 65            | GTX | 7  | Heimrath Racing                | Ludwig Heimrath Enrique Molins Carlos Moran                     | Porsche 935         | 17  |
| 66            | GTU | 67 | John Tremblay                  | John Tremblay Bob Lapp                                          | Datsun 240Z         | 12  |
| 67            | GTU | 40 | Performance Specialists        | Steve Southard Earl Roe                                         | Porsche 914/6       | 11  |
| 68            | GTU | 67 | Quintana Racing                | Manuel Quintana Joaquin Balaguer Jorge DeCardenas Pedro Vazquez | Porsche 911         | 9   |
| 69            | GTO | 48 | Fillingham Racing              | Sam Fillingham Courtney Canfield Tim Chitwood                   | Chevrolet Corvette  | 8   |
| 70            | GTO | 21 | Oftedahl Shafer Farms          | Carl Shafer John Wood                                           | Chevrolet Camaro    | 8   |
| 71            | GTO | 15 | Bavarian Motors                | Alf Gebhardt Bruno Beilcke                                      | BMW CSL             | 4   |
| 72            | GTO | 4  | B. R. Racing Team              | Mark Leuzinger Mike Van der Werff                               | De Tomaso Pantera   | 1   |
| Non qualifiés |     |    |                                |                                                                 |                     |     |
| 73            | GTO | 0  | Interscope Racing              | Danny Ongais Ted Field                                          | Porsche 935/79      |     |
| 74            | GTU | 06 | Gary Wonzer                    | Gary Wonzer George Van Arsdale                                  | Triumph GT6         |     |
| 75            | GTO | 14 | Precision School of Racing     | Josele Garza Bill McVey Glen Cross                              | Porsche Carrera     |     |
| 76            | GTX | 41 | Jones Ind. Racing              | Herb Jones Dean Hollis                                          | Chevrolet Camaro    |     |
| 77            | GTO | 47 | Tim Chitwood                   | Tim Chitwood Joie Chitwood junior                               | Chevrolet Nova      |     |
| 78            | GTU | 68 | Al Cosentino                   | Al Cosentino Bill Bean Tom Ashby                                | Mazda RX-3          |     |
| 79            | GTO | 74 | Raul Garcia                    | Raul Garcia Manuel Cueto                                        | Chevrolet Camaro    |     |
| 80            | GTU | 76 | Associated Speed & Performance | Ken Williams Wiley Doran                                        | Datsun 240Z         |     |
| 81            | GTX | 78 | Iggy Gonzalez                  | Iggy Gonzalez Eugenio Matienzo                                  | Chevrolet Camaro    |     |
| 82            | GTX | 86 | Team Ross Racing               | Tom Ross Paul Tavilla                                           | Ford Pinto          |     |
| 83            | GTO | 87 | U-Mo Racing                    | Mike Williamson Wayne Miller Charles Gano                       | Chevrolet Corvette  |     |
| 84            | GTO | 87 | Bob's Speed Products           | Bob Lee Rick Kump                                               | AMC AMX             |     |